# Dolar barbadoski
Dolar barbadoski – jednostka walutowa Barbadosu od 1972 roku. 1 dolar = 100 centów.
W obiegu znajdują się:
- monety o nominałach 1, 5, 10 i 25 centów oraz 1 dolar.
- banknoty o nominałach 2, 5, 10, 20, 50 i 100 dolarów.

Na rewersie monety 25 centów widnieje Latarnia morska South Point.